# Violet Evergarden
Violet Evergarden (Nhật: ヴァイオレット・エヴァーガーデン Hepburn: Vaioretto Evāgāden) là light novel tiếng Nhật của tác giả Akatsuki Kana và minh họa bởi Takase Akiko. Tác phẩm đã đạt giải tiểu thuyết xuất sắc nhất tại lễ trao giải Kyōto Animation Award lần thứ 5 năm 2014, và là tác phẩm đầu tiên từng giành vị trí cao nhất thuộc bất kỳ trong số ba hạng mục chính: tiểu thuyết, kịch bản và manga tính từ khi giải thưởng thành lập. Kyoto Animation đã xuất bản quyển light novel đầu tiên vào ngày 25 tháng 12 năm 2015 trong ấn phẩm KA Esuma Bunko của mình. Loạt anime chuyển thể do Kyōto Animation sản xuất gồm 13 tập bắt đầu công chiếu từ tháng 1 năm 2018 cùng nhiều CM và PV giới thiệu phim ra mắt trước đó. Một tập OVA đã được công chiếu vào tháng 7 năm 2018. Phim anime đầu tiên được công chiếu vào ngày 6 tháng 9 năm 2019. Phim anime thứ hai được công chiếu vào ngày 18 tháng 9 năm 2020 tại Nhật Bản.

## Cốt truyện
Câu chuyện xoay quanh những Búp bê ghi chép tự động (自動手記人形 Jidō Shuki Ningyō) – búp bê được tạo ra bởi Dr. Orland để giúp người vợ mù Mollie của mình viết tiểu thuyết, và sau đó là cho những người khác cũng cần sự giúp đỡ tương tự. Ở thời điểm hiện tại, tên gọi đó ám chỉ ngành công nghiệp viết hộ/viết thuê (ghostwriter). Mặc dù chức năng ban đầu của Hình nhân ghi chép tự động chỉ là chuyển lời nói thành văn bản, nhưng một nhóm người khác đã lập ra công ty để "cho thuê" những phụ nữ tài năng xinh đẹp, vừa có khả năng năng giống như Hình nhân ghi chép tự động ban đầu, lại vừa có thể thực hiện các nhiệm vụ có mục đích dân sự lẫn quân sự.

## Nhân vật
Violet Evergarden (ヴァイオレット・エヴァーガーデン Vaioretto Evāgāden)
Lồng tiếng bởi: Ishikawa Yui
Violet là một nhân viên mới của Công ty Bưu chính CH, và làm việc dưới danh phận Búp bê Ghi chép Tự động. Mặc dù trước đây là một quân nhân ít khi biểu lộ cảm xúc, nhưng cô tỏ rõ sự tôn trọng tuyệt đối với cấp trên của mình là Gilbert Bougainvillea. Mất cả hai cánh tay và ký ức của mình về chiến tranh cùng những trí nhớ về số phận của Gilbert, cô trở thành một Búp bê Ghi chép Tự động để tìm hiểu ý nghĩa của câu "Tôi yêu em" (愛してる Aishiteru) - những lời cuối cùng Gilbert đã nói mà cô có thể nhớ.
Claudia Hodgins (クラウディア・ホッジンズ Kuraudia Hojjinzu)
Lồng tiếng bởi: Koyasu Takehito
Cựu trung tá lục quân Leidenschaftlich, Claudia hiện là giám đốc của công ty bưu chính CH. Từng là bạn thân với Gilbert trong thời gian tại ngũ, Claudia cố gắng giúp Violet đi những bước đầu tiên trong hành trình mới của đời mình, đồng thời cũng là để tự giải thoát mình khỏi cảm giác tội lỗi, bắt nguồn từ việc đối xử với Violet trước kia trong quân đội.
Gilbert Bougainvillea (ギルベルト・ブーゲンビリア Giruberuto Būgenbiria)
Lồng tiếng bởi: Namikawa Daisuke 
Là thiếu tá lục quân Leidenschaftlich, Gilbert đến từ một gia đình quý tộc. Sau trận chiến cuối cùng với Violet, anh được cho là đã hy sinh do thi thể của anh không được tìm thấy. Anh trân trọng Violet nhiều hơn bất cứ điều gì khác, và chính những lời cuối cùng của anh với cô - "Tôi yêu em" - là động lực để cô tiến lên con đường mới của mình với công việc Búp bê Ghi chép Tự động. Thứ duy nhất còn lại của Gilbert cho Violet là một chiếc vòng cổ cúc màu xanh lá cây giống với màu mắt của Gilbert.
Cattleya Baudelaire (カトレア・ボードレール Katorea Bōdorēru)
Lồng tiếng bởi: Endō Aya
Cattleya là một Búp bê Ghi chép Tự động làm việc tại công ty bưu chính CH và hiện là ký giả nổi tiếng nhất. Cô đã thân với Hodgins ngay cả trước khi làm việc ở công ty.
Benedict Blue (ベネディクト・ブルー Benedikuto Burū)
Lồng tiếng bởi: Uchiyama Koki
Benedict là nhân viên đưa thư ở công ty bưu chính CH.
Erica Brown (エリカ・ブラウン Erika Buraun)
Lồng tiếng bởi: Chihara Minori
Erica là Búp bê Ghi chép Tự động làm việc tại công ty bưu chính CH. Khả năng giao tiếp với khách hàng của cô rất kém.
Iris Cannary (アイリス・カナリー Airisu Kanarī)
Lồng tiếng bởi: Tomatsu Haruka
Iris là Búp bê Ghi chép Tự động đến làm việc tại công ty bưu chính CH sau Erica.

#### Nhân vật phụ
Dietfried Bougainvillea (ディートフリート・ブーゲンビリア Dītofurīto Būgenbiria)
Lồng tiếng bởi: Kiuchi Hidenobu 
Từng là Đại tá hải quân và là con trai cả của nhà Bougainvillea, Dietfried là anh trai của Gilbert. Anh là người đã "tặng" Violet cho Gilbert khi Gilbert được thăng hàm. Anh ta vẫn còn căm hận Violet vì những gì cô đã làm với đồng đội của mình lẫn Gilbert.
Luculia Marlborough (ルクリア・モールバラ Rukuria Mōrubara)
Lồng tiếng bởi: Tadokoro Azusa
Luculia là một Búp bê Ghi chép Tự động đồng thời cũng là người kết bạn với Violet khi 2 người còn tham gia khóa đào tạo Búp bê Ghi chép Tự động. Cha mẹ cô đã mất trong chiến tranh, điều này khiến anh trai cô là Spencer luôn cảm thấy tội lỗi vì đã không bảo vệ được cha mẹ mình. Từ đó, anh ta luôn say xỉn và gây gổ với người khác sau khi giải ngũ.
Charlotte Eberfreya Drossel (シャルロッテ・エーベルフレイヤ・ドロッセル Sharurotte Ēberufureiya Dorosseru)
Lồng tiếng bởi: Nakajima Megumi
Cô công chúa 14 tuổi của vương quốc Drossel, Charlotte chịu áp lực khi cưới hoàng tử của Fluegel, Damian Baldur Fluegel, người lớn hơn cô tới 10 tuổi vì nền hòa bình của cả hai dân tộc.
Leon Stephanotis (リオン・ステファノティス Reon Sutefanotisu)
Lồng tiếng bởi: Uemura Yūto
Leon là thành viên của bộ phận chuyên trách các bản thảo ở đài quan sát thiên văn Shahar, người được xếp cặp làm việc với Violet khi cô nhận nhiệm vụ ở đây. Vì những sự việc xảy ra với cha mẹ mình, cậu nghĩ rằng tình yêu khiến con người trở nên mù quáng.
Oscar Webster (オスカー・ウェブスター Osukā Webusutā)
Lồng tiếng bởi: Taki Satoshi
Một nhà viết kịch nổi tiếng, sau khi cả vợ và con gái anh qua đời, anh đã trở thành một kẻ nghiện rượu. Mong muốn hoàn thành vở kịch thiếu nhi đầu tiên của mình để tưởng nhớ ký ức về đứa con gái đã khuất, anh giao phó Violet nhiệm vụ phác thảo lại ý tưởng của mình lên giấy.

## Truyền thông

### Light novel
| #      | Ngày phát hành       | ISBN              |
| ------ | -------------------- | ----------------- |
| 1      | 25 tháng 12 năm 2015 | 978-4-907064-43-3 |
| 2      | 26 tháng 12 năm 2016 | 978-4-907064-44-0 |
| Gaiden | 23 tháng 3 năm 2018  | 978-4-907064-81-5 |
| 3      | 27 tháng 3 năm 2020  | 978-4-910052-04-5 |

### Anime
Loạt anime chuyển thể được giới thiệu lần đầu trong một đoạn quảng cáo cho quyển light novel đầu tiên vào tháng 5 năm 2016. Tháng 6 năm 2017, Kyoto Animation thông báo rằng Anime Expo, AnimagiC và C3 AFA Singapore 2017 là những nơi tập một phim ra mắt công chúng trên toàn thế giới lần đầu tiên. 13 tập phim bắt đầu khởi chiếu từ ngày 10 tháng 1 năm 2018 tại Nhật Bản. Bộ phim được đạo diễn bởi Ishidate Taishi của Kyoto Animation cùng phần kịch bản do Yoshida Reiko viết. Takase Akiko thiết kế nhân vật và Tsuruoka Yota phụ trách phần âm thanh. Ca khúc chủ đề mở đầu "Sincerely" trình bày bởi True và ca khúc kết thúc là "Michishirube" (みちしるべ dịch: dẫn lối) của Chihara Minori. Netflix bắt đầu phát sóng trực tuyến loạt phim từ ngày 11 tháng 1 năm 2018. Tại Việt Nam, loạt anime còn được mang với tên Violet Evergarden: Búp bê ký ức.
| STT      | Tiêu đề | Ngày phát sóng chính thức |
| -------- | --- | ------------------------- |
| 1        | ""Tôi yêu em" và Búp bê ghi chép tự động" ""Aishiteru" to Jidō Shuki Ningyō" (「愛してる」と自動手記人形)                                                              | 11 tháng 1 năm 2018       |
| 2        | "Không quay trở lại" "Modotte Konai" (「戻って来ない」) | 18 tháng 1 năm 2018       |
| 3        | "Mong cậu trở thành Búp bê ghi chép tự động giỏi" "Anata ga, Yoki Jido Shuki Ningyō ni Narimasu Yō ni" (「あなたが、良き自動手記人形になりますように」)                | 25 tháng 1 năm 2018       |
| 4        | "Em sẽ không là công cụ, mà sẽ trở thành người xứng với cái tên đó" "Kimi wa Dōgudenaku, Sono Na ga Niau Hito ni Narunda" (君は道具でなく、その名が似合う人になるんだ) | 1 tháng 2 năm 2018        |
| 5        | "Cậu viết thư để gắn kết người ta lại với nhau ư?" "Hito o Musubu Tegami o Kaku no ka?" (人を結ぶ手紙を書くのか？)                                                     | 8 tháng 2 năm 2018        |
| 6        | "Ở bên dưới bầu trời đầy sao nào đó" "Doko ka no Hoshizora no Shita de" (どこかの星空の下で)                                                                           | 15 tháng 2 năm 2018       |
| 7        | | 22 tháng 2 năm 2018       |
| 8        | | 1 tháng 3 năm 2018        |
| 9        | "Violet Evergarden" "Vuaioretto Evuāgāden" (ヴァイオレット・エヴァーガーデン)                                                                                          | 8 tháng 3 năm 2018        |
| 10       | "Những người yêu thương ta sẽ luôn dõi theo ta" "Aisuru Hito wa Zutto Mimamotteiru" (愛する人はずっと見守っている)                                                     | 15 tháng 3 năm 2018       |
| 11       | "Tôi không muốn bất kì ai phải chết nữa" "Mō, Dare mo Shinasetakunai" (もう、誰も死なせたくない)                                                                       | 22 tháng 3 năm 2018       |
| 12       | | 29 tháng 3 năm 2018       |
| 13       | "Búp bê ghi chép tự động và "Tôi yêu em"" "Jidō Shuki Ningyō to "Aishiteru"" (自動手記人形と「愛してる」)                                                              | 5 tháng 4 năm 2018        |
| 14 (OVA) | "Có lẽ nhất định sẽ đến ngày em hiểu về "tình yêu"" "Kitto "Ai" o Shiru Hi ga Kuru no Darou" (きっと"愛"を知る日が来るのだろう)                                        | 4 tháng 7 năm 2018        |

### Phim
Một phim phụ, Violet Evergarden: Hồi ức không quên (ヴァイオレット・エヴァーガーデン 外伝 - 永遠と自動手記人形, Violet Evergarden Gaiden: Eien to Jidō Shuki Ningyō) , công chiếu vào ngày 3 tháng 8 tại Đức năm 2019 và tại Nhật Bản vào ngày 6 tháng 9 năm 2019. Bộ phim được chỉ đạo bởi đạo diễn loạt phim của chương trình là Haruka Fujita. Phần nội dung của bộ phim nêu tên của những người đã thiệt mạng trong cuộc tấn công đốt phá Kyoto Animation như một sự cống hiến cho công việc của họ. Madman Entertainment đã cấp phép phân phối bộ phim ở Úc và New Zealand, công chiếu bộ phim tại rạp ở Úc vào ngày 5 tháng 12 năm 2019 và tại New Zealand vào ngày 12 tháng 12 năm 2019. Funimation đã chiếu bộ phim tại Mỹ vào đầu năm 2020. Anime Limited đã cấp phép cho bộ phim ở Vương quốc Anh và Ireland, với buổi công chiếu dự kiến vào ngày 1 tháng 3 năm 2020, tại Liên hoan phim Glasgow.
Khi light novel Violet Evergarden Gaiden được phát hành, ban nhạc thông báo rằng một "dự án mới" đang được tiến hành và đây sẽ là tác phẩm hoàn toàn mới cho anime.  Vào tháng 7 năm 2018, tại một sự kiện đặc biệt dành cho bộ truyện đã được thông báo rằng dự án mới nói trên sẽ là một bộ phim hoạt hình hoàn toàn mới. Bộ phim phụ thứ hai, Violet Evergarden: The Movie (劇場版 ヴ ァ イ オ レ ッ ト ・ エ ヴ ァ ー ガ ー デ ン, Gekijō-ban Vaioretto Evāgāden ) khởi chiếu vào ngày 18 tháng 9 năm 2020. Ban đầu dự kiến khởi chiếu vào ngày 10 tháng 1 năm 2020, nhưng sau đó nó đã bị trì hoãn đến ngày 24 tháng 4 năm 2020 do cuộc tấn công đốt phá Kyoto Animation. Sau đó, nó lại bị trì hoãn đến ngày 18 tháng 9 năm 2020 do đại dịch COVID-19. Kênh Kyoto Animation chính thức đã đăng tải 10 phút đầu tiên của bộ phim lên YouTube vào ngày 8 tháng 10 năm 2020. 